# Кажазейрас-ду-Пиауи
Кажазейрас-ду-Пиауи (порт. Cajazeiras do Piauí) — муниципалитет в Бразилии, входит в штат Пиауи. Составная часть мезорегиона Юго-восток штата Пиауи. Входит в экономико-статистический микрорегион Пикус. Население составляет 3343 человека на 2010 год. Занимает площадь 514,364 км². Плотность населения — 6,50 чел./км².

## Демография
Согласно сведениям, собранным в ходе переписи 2010 г. Национальным институтом географии и статистики (IBGE), население муниципалитета составляет:
| Полное население                               | Полное население                               | Полное население                               | Полное население                               | 3343  |
| ---------------------------------------------- | ---------------------------------------------- | ---------------------------------------------- | ---------------------------------------------- | ----- |
| в том числе:                                   | Городское население                            | 1112                                           | Процент городского населения, %                | 33,26 |
|                                                | Сельское население                             | 2231                                           | Процент сельского населения, %                 | 66,74 |
|                                                | Мужское население                              | 1698                                           | Процент мужского населения, %                  | 50,79 |
|                                                | Женское население                              | 1645                                           | Процент женского населения, %                  | 49,21 |
| Плотность населения, чел/км²                   | Плотность населения, чел/км²                   | Плотность населения, чел/км²                   | Плотность населения, чел/км²                   | 6,50  |
| Население муниципалитета в % к населению штата | Население муниципалитета в % к населению штата | Население муниципалитета в % к населению штата | Население муниципалитета в % к населению штата | 0,11  |

По данным оценки 2016 года, население муниципалитета — 3471 житель.

## Статистика
- Валовой внутренний продукт на 2003 год составляет 4 322 633,00 реалов (данные: Бразильский институт географии и статистики).
- Валовой внутренний продукт на душу населения на 2003 год составляет 1575,88 реалов (данные: Бразильский институт географии и статистики).
- Индекс развития человеческого потенциала на 2000 год составляет 0,571 (данные: Программа развития ООН).